# Jag är din, o Gud
| Upphovsmännen Crosby och Doane |  | Upphovsmännen Crosby och Doane |
| Upphovsmännen Crosby och Doane |  |                                |

Jag är din, o Gud, engelsk titel I Am Thine, O Lord, är en sång från 1875 med text av Fanny Crosby och musik av William Howard Doane. En ny översättning av Erik Nyström gjordes 1893 för Svenska Missionsförbundet, då han inte fick använda sina tidigare översättningar till denna sångbok.

## Publicerad i
- Herde-Rösten 1892 som nr 49 under rubriken "Helgelse:" med titeln "Drag mig närmare".
- Svenska Missionsförbundets sångbok 1894 som nr 283 under rubriken "Guds frälsande nåd. Trosvisshet".
- Musik till Frälsningsarméns sångbok 1907 som nr 205
- Svenska Missionsförbundets sångbok 1920 som nr 283 under rubriken "Jesu efterföljelse"
- Frälsningsarméns sångbok 1929 som nr 156 under rubriken "Helgelse - Bön om helgelse och Andens kraft".
- Sånger och psalmer 1951 som nr 283 under rubriken "Troslivet. Efterföljelse och helgelse".
- Frälsningsarméns sångbok 1968 som nr 173 under rubriken "Helgelse".
- Psalmer och Sånger 1987 som nr 647 under rubriken "Att leva av tro - Glädje - tacksamhet".[1]
- Frälsningsarméns sångbok 1990 som nr 421 under rubriken "Helgelse".
- Sångboken 1998 som nr 64